# Аира (город)
Аира (яп. 姶良市 Аира-си) — город в Японии, находящийся в префектуре Кагосима. Площадь города составляет 231,32 км², население — 75 299 человек (1 августа 2014), плотность населения — 325,52 чел./км².

## Географическое положение
Город расположен на острове Кюсю в префектуре Кагосима региона Кюсю. С ним граничат города Кагосима, Сацумасендай, Кирисима.

## Население
Население города составляет 75 299 человек (1 августа 2014), а плотность — 325,52 чел./км². Изменение численности населения с 1980 по 2005 годы:
| 1980 | 62 992 чел. |  |
| 1985 | 66 830 чел. |  |
| 1990 | 68 789 чел. |  |
| 1995 | 71 762 чел. |  |
| 2000 | 73 640 чел. |  |
| 2005 | 74 840 чел. |  |